# Sērenes pagasts
Sērenes pagasts er en territorial enhed i Jaunjelgavas novads i Letland. Pagasten havde 857 indbyggere i 2010 og omfatter et areal på 119,08 kvadratkilometer. Hovedbyen i pagasten er Sērene.